# Salvatore Cavallaro (ciclista)
Salvatore Cavallaro (Paternò, 7 gennaio 1962) è un ex ciclista su strada italiano, professionista dal 1985 al 1989. Buon dilettante, nella carriera professionistica non colse vittorie, ma ottenne alcuni piazzamenti importanti, quali il quinto posto al Giro di Toscana 1985.

## Palmarès
- 1983 (dilettanti)

Gran Premio Capodarco

### Altri successi
- 1984 (dilettanti)

Classifica generale Giro dell'Umbria a tappe
- 1986 (Atala)

Criterium di Scordia

## Piazzamenti

### Grandi Giri
- Giro d'Italia

1985: 128º
1986: 109º
1987: 116º
1988: ritirato (14ª tappa)
1989: 87º

### Classiche monumento
- Milano-Sanremo

1985: 25º
1986: 29º